# Birkhoff (Mondkrater)
Birkhoff ist ein riesiger und alter Einschlagkrater im Norden der Mondrückseite mit einem Durchmesser von 330 km.
Birkhoff ist umgeben von den ebenfalls beachtlichen (Durchmesser > 100 km) Kratern van't Hoff, Stebbins, Sommerfeld, Rowland und Carnot, von denen  der nördlich gelegene Stebbins den Kraterrand von Birkhoff überlagert und deutlich bis ins Kraterinnere reicht.

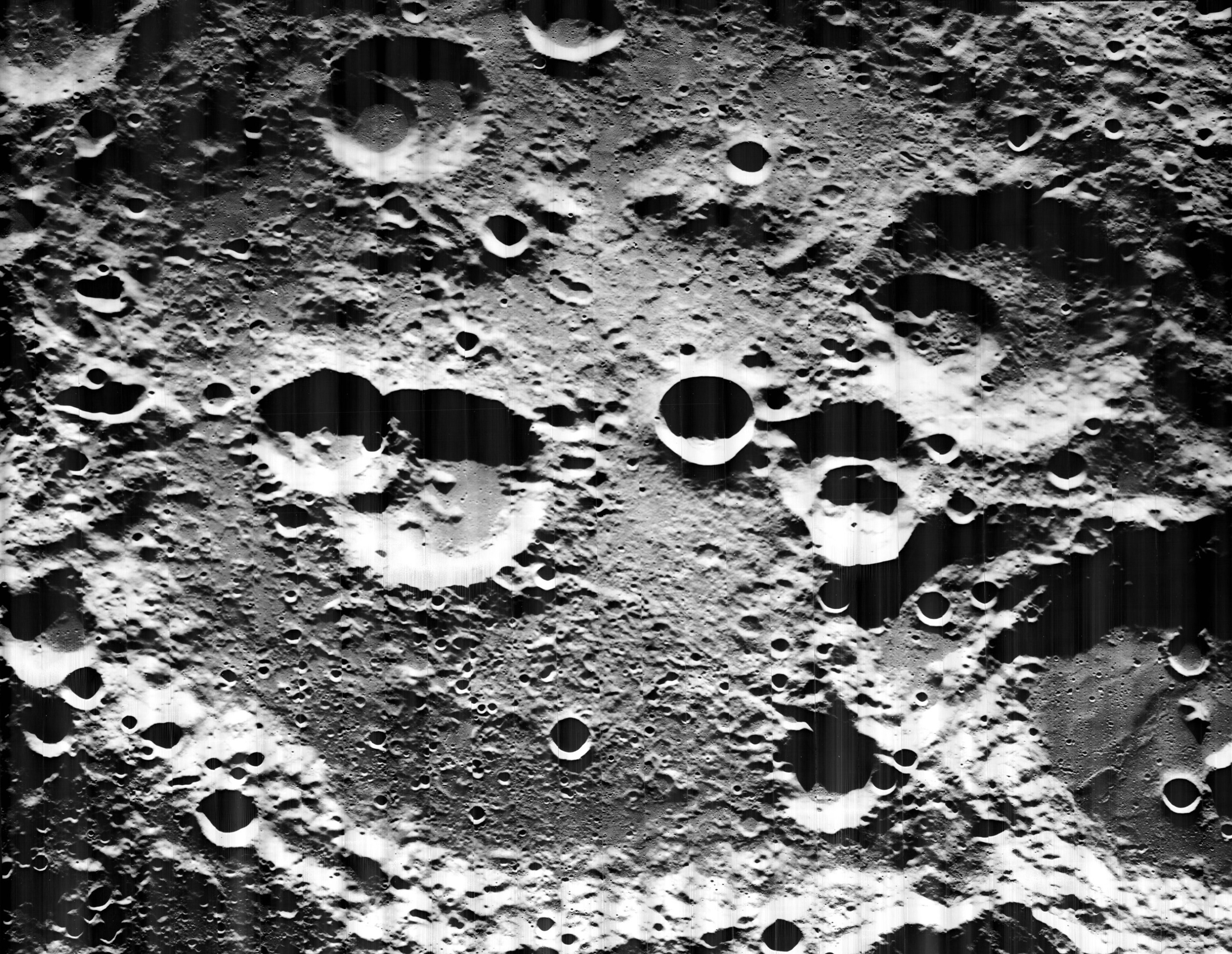
Das Kraterinnere mit Stebbins rechts unten (Lunar Orbiter 5, 1967)

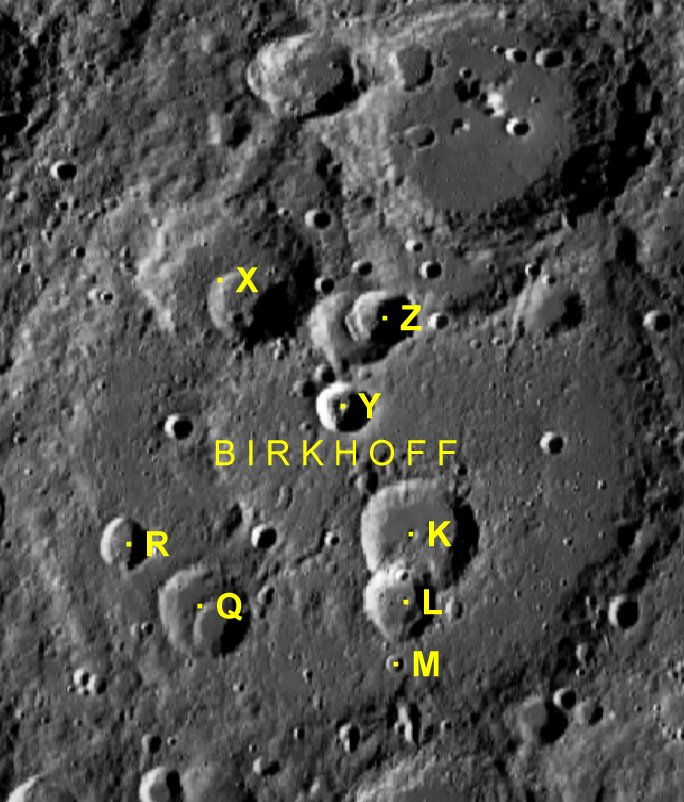
Birkhoff mit seinen Nebenkratern

Die Entstehungszeit von Birkhoff wurde der Nektarischen Periode zugeordnet, doch scheinen Zählungen der Kraterüberlagerungen eher für die Pränektarische Periode zu sprechen. Der Krater ist von vielen weiteren Einschlagkratern übersät, die wahrscheinlich Sekundärkrater von Stebbins, Carnot oder anderen nahegelegenen Kratern sind. Ablagerungen und Sekundärkrater von Birkhoff selbst finden sich in den noch älteren pränektarischen Kratern Fowler und Schlesinger weiter südlich.
Birkhoff hat acht Nebenkrater, die allesamt im Inneren des Kraters liegen:
| Buchstabe | Position            | Durchmesser | Link |
| --------- | ------------------- | ----------- | ---- |
| K         | 57,4° N, 144,81° W  | 58 km       |      |
| L         | 56,34° N, 145,34° W | 35 km       |      |
| M         | 54,5° N, 145,06° W  | 25 km       |      |
| Q         | 56,19° N, 151,07° W | 45 km       |      |
| R         | 57,28° N, 153,41° W | 26 km       |      |
| X         | 61,62° N, 150,42° W | 77 km       |      |
| Y         | 59,5° N, 146,98° W  | 25 km       |      |
| Z         | 60,98° N, 145,88° W | 29 km       |      |

Der Krater wurde 1970 von der IAU offiziell nach dem US-amerikanischen Mathematiker George David Birkhoff benannt.